# 3954 Mendelssohn
3954 Mendelssohn è un asteroide della fascia principale. Scoperto nel 1987, presenta un'orbita caratterizzata da un semiasse maggiore pari a 2,1440888 au e da un'eccentricità di 0,0927726, inclinata di 3,18747° rispetto all'eclittica.
L'asteroide è dedicato al compositore tedesco Felix Mendelssohn.